# Eurovision Young Musicians 1990
Het Eurovision Young Musicians 1990 was de vijfde editie van het muziekfestival en vond plaats op 29 mei 1990 in het Musikverein in Wenen. 

## Deelnemende landen
Achttien landen wilden deelnemen aan het festival, maar slechts vijf landen mochten uiteindelijk deelnemen.

## Jury
Václav Neumann
 Günther Breest
 Brian J. Pollard
/ Carole Dawn Reinhart
 Rainer Küchl
 Charles Medlam
 Philippe Entremont

## Overzicht

### Finale
| Plaats | Land           | Muzikant            | Instrument |
| ------ | -------------- | ------------------- | ---------- |
| 1      | Nederland      | Niek van Oosterum   | Piano      |
| 2      | West-Duitsland | Koh Gabriel Kameda  | Viool      |
| 3      | België         | Christophe Delporte | Accordeon  |
| -      | Frankrijk      | Anne Gastinel       | Cello      |
| -      | Oostenrijk     | Christine Heeger    | Piano      |

### Halve finale
| Land                | Artiest                        | Instrument | Resultaat      |
| ------------------- | ------------------------------ | ---------- | -------------- |
| België              | Christophe Delporte            | Accordeon  | gekwalificeerd |
| Cyprus              | Constantinos Stylianou         | Piano      | uit            |
| Denemarken          | Mikkel Futtrup                 | Viool      | uit            |
| Finland             | Sharon Jaari                   | Viool      | uit            |
| Frankrijk           | Anne Gastinel                  | Cello      | gekwalificeerd |
| Griekenland         | Yannis Tsitselikis             | Cello      | uit            |
| Ierland             | Patricia Moynihan              | Fluit      | uit            |
| Italië              | Vittorio Ceccanti              | Cello      | uit            |
| Joegoslavië         | Dejan Božić                    | Cello      | uit            |
| Nederland           | Niek van Oosterum              | Piano      | gekwalificeerd |
| Noorwegen           | Gudrun Skretting               | Piano      | uit            |
| Oostenrijk          | Christine Heeger               | Piano      | gekwalificeerd |
| Portugal            | António Miguel Canolas Quitalo | Trompet    | uit            |
| Spanje              | Fernando Alvarez Goicoechea    | Accordeon  | uit            |
| Verenigd Koninkrijk | Nicola Loud                    | Viool      | uit            |
| West-Duitsland      | Koh Gabriel Kameda             | Viool      | gekwalificeerd |
| Zweden              | Fedrik Fors                    | Klarinet   | uit            |
| Zwitserland         | Rafael Rosenfeld               | Cello      | uit            |

## Wijzigingen

Deelnemende landen
Landen die zich niet voor de finale kwalificeerden
Landen die in het verleden deelgenomen hebben, maar dit jaar afwezig zijn

### Debuterende landen
- Griekenland
- Portugal

1982 · 1984 · 1986 · 1988 · 1990 · 1992 · 1994 · 1996 · 1998 · 2000 · 2002 · 2004 · 2006 · 2008 · 2010 · 2012 · 2014 · 2016 · 2018 · 2022 · 2024
Zie ook: Eurovisiedansfestival · Eurovisiesongfestival · Junior Eurovisiesongfestival · Eurovision Young Dancers · Eurovision Choir